# Rivello

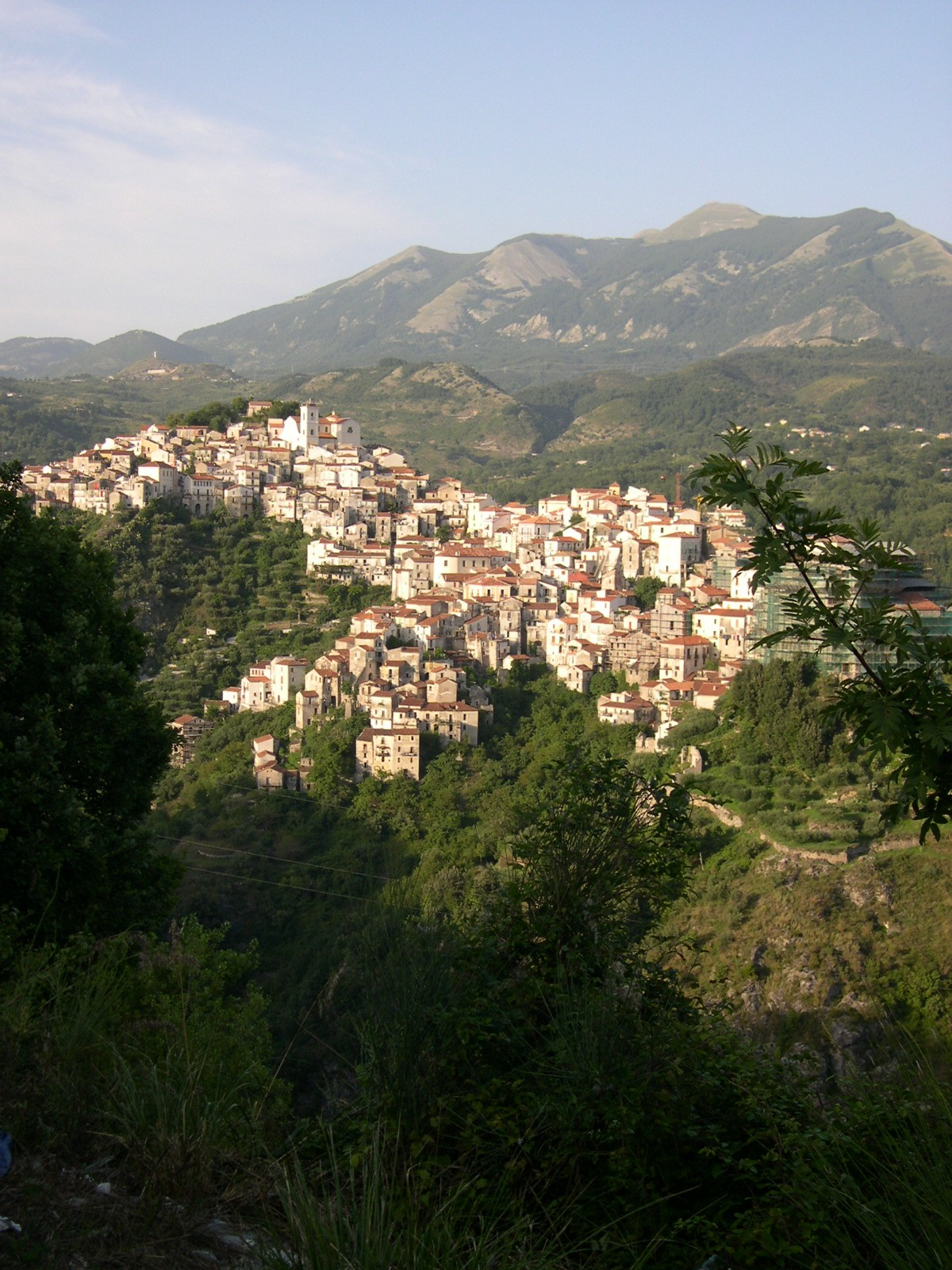
Panorama von Rivello

Rivello ist eine süditalienische Gemeinde (comune) mit 2513 Einwohnern (Stand 31. Dezember 2023) in der Provinz Potenza in der Basilikata. Die Gemeinde liegt etwa 62,5 Kilometer südsüdwestlich von Potenza. Rivello ist Teil der Comunità montana Lagonegrese.

## Geschichte
Ursprünglich im Hochmittelalter begründet wurde die Gemeinde bedeutsam durch den Konvent des heiligen Antonius, der 1512 errichtet wurde.

## Verkehr
Durch die Gemeinde führen die Autostrada A2 und die Strada Statale 585 Fondo Valle del Noce. Der Ort hatte einen Bahnhof an der Bahnstrecke Lagonegro–Spezzano Albanese.